# Comuna Dragomirești, Dâmbovița
Dragomirești este o comună în județul Dâmbovița, Muntenia, România, formată din satele Decindeni, Dragomirești (reședința), Geangoești, Mogoșești, Râncăciov și Ungureni.

## Așezare
Comuna se află pe malurile Dâmboviței, la vest de Târgoviște, și este traversată de șoseaua națională DN72A care leagă acest oraș de Câmpulung.

## Demografie
Componența etnică a comunei Dragomirești
     Români (95,01%)
     Alte etnii (0,66%)
     Necunoscută (4,34%)
Componența confesională a comunei Dragomirești
     Ortodocși (94,17%)
     Alte religii (1,17%)
     Necunoscută (4,66%)
Conform recensământului efectuat în 2021, populația comunei Dragomirești se ridică la 8.835 de locuitori, în scădere față de recensământul anterior din 2011, când fuseseră înregistrați 8.867 de locuitori. Majoritatea locuitorilor sunt români (95,01%), iar pentru 4,34% nu se cunoaște apartenența etnică. Din punct de vedere confesional, majoritatea locuitorilor sunt ortodocși (94,17%), iar pentru 4,66% nu se cunoaște apartenența confesională.

## Politică și administrație
Comuna Dragomirești este administrată de un primar și un consiliu local compus din 15 consilieri. Primarul, Dragoș Vlădulescu[*], de la Partidul Social Democrat, este în funcție din 2004. Începând cu alegerile locale din 2024, consiliul local are următoarea componență pe partide politice:
|  | Partid                          | Consilieri | Componența Consiliului | Componența Consiliului | Componența Consiliului | Componența Consiliului | Componența Consiliului | Componența Consiliului | Componența Consiliului | Componența Consiliului | Componența Consiliului | Componența Consiliului | Componența Consiliului |
|  | ------------------------------- | ---------- | ---------------------- | ---------------------- | ---------------------- | ---------------------- | ---------------------- | ---------------------- | ---------------------- | ---------------------- | ---------------------- | ---------------------- | ---------------------- |
|  | Partidul Social Democrat        | 11         |                        |                        |                        |                        |                        |                        |                        |                        |                        |                        |                        |
|  | Partidul Național Liberal       | 2          |                        |                        |                        |                        |                        |                        |                        |                        |                        |                        |                        |
|  | Alianța pentru Unirea Românilor | 2          |                        |                        |                        |                        |                        |                        |                        |                        |                        |                        |                        |

## Istoric
La sfârșitul secolului al XIX-lea, comuna Dragomirești era reședința plășii Dealul-Dâmbovița din județul Dâmbovița și era formată din două cătune, ambele denumite Dragomirești, având o populație de 980 de locuitori. În comună funcționau o biserică și o școală, iar locuitorii se ocupau cu olăritul și producerea de coșuri de răchită. Mare parte din celelalte sate actuale ale comunei se găseau la acea vreme în comuna Lucieni.
În 1925, comuna era arondată plășii Voinești din același județ, și avea în compunere satele Dragomirești și Decindeni, având în total 1307 locuitori.
În 1950, comuna Dragomirești a fost transferată raionului Târgoviște din regiunea Prahova și apoi (după 1952) din regiunea Ploiești. În 1968, comuna a redevenit parte a județului Dâmbovița, căpătând alcătuirea actuală.

## Personalități născute aici
- Florin Mocănescu (n. 1952), inginer petrolist.